# Juigné-sur-Sarthe

Juigné-sur-Sarthe este o comună în departamentul Sarthe, Franța. În 2009 avea o populație de 1,183 de locuitori.